# Эйви, Дэнис
Дэнис Эйви (англ. Denis Avey; 11 января 1919, Эссекс – 16 июля 2015, Бейквелл, Дербишир) — британский ветеран Второй мировой войны. Известен тем, что по собственной воле отправился в Освенцим. Для этого он поменялся местами с евреем, который должен был попасть в концлагерь. Он своими глазами увидел весь ужас, происходивший в лагере, и впоследствии рассказал об этом миру, выпустив в 2011 году книгу «The Man who Broke into Auschwitz». 
Британский герой Холокоста (2010 год).

## Биография
Дэнис Эйви родился в Эссексе в 1919 году. В детстве занимался боксом, был старостой в школе, затем учился в Техническом колледже Лейтона (Leyton technical college). В 1939 году в возрасте 20 лет Эйви попал на службу в армию, участвовал в Североафриканской кампании в составе 7-й танковой дивизии. В итоге попал в плен к немцам во время операции против войск Роммеля в Тобруке, Ливия. Германское судно, которое должно было доставить пленных в Европу, затонуло. Эйви сумел выплыть и уцелеть, хотя рядом с ним взорвались несколько глубинных бомб. Проведя в воде около 20 часов, он выбрался на сушу в южной оконечности Греции и прошёл пешком весь Пелопоннес, после чего был снова пойман и возвращён в немецкий плен.
Эйви отправили на принудительные работы в лагерь для британских военнопленных Моновиц, находившийся по соседству с Освенцимом, где были заключены евреи. Условия проживания в Моновице были несравнимо лучше, чем в Освенциме, но работали заключенные часто все вместе, на шахте, и каждый день Дэнис, который провёл в лагере с 1943 по 1945 год, своими глазами видел страдания узников Освенцима. На работах Эйви познакомился с узником Освенцима Эрнстом Лобенталем. Тогда у него созрел дерзкий план поменяться с ним лагерными робами с опознавательными нашивками: таким образом каждый из них мог попасть в «чужой» лагерь. Благодаря этому обмену Лобенталь получал отдых от нечеловеческих условий лагеря смерти и более качественное питание, а Эйви смог своими глазами увидеть Освенцим, поговорить с его обитателями и выйти оттуда живым.
Поменявшись одеждой с Лобенталем, Эйви после работы на шахте отправлялся в Освенцим, знакомился и беседовал с узниками. «Все эти люди знали, что им осталось жить несколько месяцев. Но они никогда не говорили об этом прямо. Они говорили о своей жизни: о наказаниях, которые получают, о работе, которую их заставляют выполнять, и так далее. Все это потрясло меня. Освенцим был абсолютным злом, которого не должно было быть».
Лобенталь рассказал, что у него есть сестра в Англии, Сюзанна. Вернувшись в свой лагерь, Эйви связался с ней, отправив матери шифрованное письмо. Позже ему удалось передать Эрнсту сигареты, шоколад и письмо от сестры. Он надеялся, что Эрнст сможет обменять сигареты на что-нибудь для облегчения его участи. Так и случилось: Лобенталь поменял две пачки сигарет на новые подошвы, и это помогло ему выжить во время печально известных маршей смерти из лагерей зимой 1945 года.
Дэнис Эйви встретился с Сюзанной Лобенталь после того, как вернулся домой. Тогда они оба думали, что Эрнст мертв. Однако, Эрнст Лобенталь выжил, эмигрировал в Америку, где прожил долгую и счастливую жизнь, так и не узнав имени солдата, который ему помог.
Дэнис Эйви совершил две вылазки в Освенцим. Во время третьей попытки его чуть не поймали, и от очередного посещения лагеря пришлось отказаться.
Хотя британские военнопленные были вынуждены работать шесть дней в неделю, они могли использовать своё свободное время, чтобы играть в футбол и баскетбол.  И хотя условия были ужасными, по словам одного британского заключённого, «они были ничем по сравнению с тем, что происходило по соседству с евреями». Эйви  так описал тяжёлое положение евреев:
|  | Я говорю вам, что я знаю без преувеличения, почти 200 000 заключённых в Освенциме были заработаны до смерти. Не убиты. Заработаны до смерти при их полной невиновности. Они жили не более 4 месяцев. Их избивали каждый день без каких-либо оправданий. |  | I am telling you I know without exaggeration, nearly 200,000 prisoners in Auschwitz were worked to death. Not killed. Were worked to death and they claimed total innocence. They lived for no more than 4 months. They were clubbed and beaten every day without any justification whatsoever. |  |
|  | |  | |  |

Он понимал, что  «чертовски рискует», однако заявил: «Когда думаешь об этом в сегодняшней обстановке, то сама затея кажется совершенным абсурдом, просто бредом.  Даже в голову не придёт, что кто-то может замыслить подобное, а тем более осуществить, но таким уж я уродился. У меня были огненно-рыжие волосы и темперамент под стать. Меня было не остановить».
|  | Мои товарищи не хотели, чтобы я делал это, но они согласились, потому что поняли, что я это сделаю, и всё. Я наблюдал, как людей убивали буквально каждый день, и я знал, что кто-то должен будет ответить за это. Я хотел попасть туда и определить ответственных людей. |  | My mates didn’t want me to do it but they agreed because they realised I was going to do it, and that was that. I had watched people being murdered literally every day and I knew someone would have to answer for it. I wanted to get in and identify the people responsible. |  |
|  | |  | |  |

Эйви сбежал во время марша смерти в апреле 1945 года. Во время марша Эйви видел около 15 000 погибших узников, вспоминая потом, что «дорога была усеяна трупами». Несмотря на то, что он страдал от туберкулёза, свирепствовавшего в лагере, Дэнис смог незаметно отбиться от общей группы заключённых и сбежать. Пробирался домой через Германию, Силезию и Чехословакию. В конечном итоге, сдался американским войскам, которые помогли ему вернуться в Англию к семье, считавшей его уже мёртвым.
После возвращения в Англию, Эйви следующие полтора года провёл в больнице с туберкулёзом.  Впоследствии, когда он пытался сообщить о том, что видел в Освенциме, он столкнулся с сопротивлением и безразличием. С этого момента он решил никому не говорить об этом:
|  | В 1947 году я отправился к военным властям, чтобы представить свою информацию об Освенциме. Их глаза тупо пялились на меня. Меня не воспринимали всерьёз. Я был в шоке, особенно после того, как я рискнул. Я чувствовал себя полностью разочарованным и травмированным. Поэтому с тех пор я скрывал это и пытался вернуться к жизни. |  | In 1947, I went to the military authorities to submit my information about Auschwitz. Their eyes glazed over. I wasn’t taken seriously. I was shocked, especially after the risks I’d taken. I felt completely disillusioned, and traumatised as well. So from then on I bottled it up, and tried to piece my life back together. |  |
|  | |  | |  |

В 2009 году штатный репортёр BBC Роб Брубми узнал от сестры Эйви историю его жизни и сделал её достоянием публики.
В 2010 году Дэнис Эйви получил награду «Британский герой Холокоста». 
В 2011 году, за четыре года перед смертью, опубликовал книгу своих воспоминаний The Man Who Broke into Auschwitz (с англ. «Человек, ворвавшийся в Аушвиц»). Однако, с момента публикации книга стала предметом серьёзных споров. Руководитель Исследовательского центра Государственного музея Аушвиц-Биркенау Пётр Сеткевич, проводивший собственное расследование, которое было подтверждено другими историками, бывшими узниками Освенцима и еврейскими организациями, пришёл к выводу, что, по крайней мере, некоторые части истории Эйви кажутся высокопарными и недостоверными. В связи с тем, что изложенные в ней факты не могли быть подтверждены, Яд ва-Шем отклонил заявку Эйви на соискание премии Праведники народов мира. 
|  | Despite the danger, I knew I had to bear witness. As Albert Einstein said: the world can be an evil place, not because of those who do evil, but because of those who look on and do nothing. I’ve never been one to do nothing. |  | Несмотря на опасность, я знал, что должен быть свидетелем. Как сказал Альберт Эйнштейн: мир может быть злым местом не из-за тех, кто творит зло, а из-за тех, кто смотрит и ничего не делает. Я никогда не был из тех, кто ничего не делает. |  |
|  | |  | |  |

## Внешние ссылки
- Аудио интервью Эйви 2001 года
- Видео: Эйви обсуждает свою новую книгу, Би-би-си, 26 апреля 2011, 4,5 минуты
- Видео: Interview with Denis Avey на YouTube, Денис Эйви, интервью Робу Брумби
- Видео: Денис Эйви, интервью Робу Брумби, 1 час. 12 минут.
- Британский пленный рассказывает студентам Оксфорда об ужасах Освенцима
- Герой Освенцима Денис Эйви
- Британский военнопленный Денис Эйви, "Почему я отправил себя в Освенцим" – Лекция